# دلدرسوم
دلدرسوم (به هلندی: Doldersum) یک منطقهٔ مسکونی در هلند است که در وسترفلد واقع شده‌است. دلدرسوم c نفر جمعیت دارد.